# 海士町 (輪島市)
海士町（あままち）は、石川県輪島市の大字である。能登半島沖合48kmにある離島である舳倉島と、本土側の地区である天地から構成される。海士町は筑前の鐘崎から渡来した海士により開かれた地域であり、元来住民は天地と舳倉島のあいだで季節移住を行い、潜水漁を中心とする漁業を営んだ。

## 地理

### 天地
天地（てんち）は、海士町の本土側の地区である。輪島市の北西部、輪島港と丘陵に挟まれた場所に位置し、家屋が密集して建つ。「島から見た本土」を意味する言葉であるジカタ、あるいは市の行政区分番号から20区とも呼称される。

### 舳倉島
舳倉島（へぐらじま）は、能登半島の沖合48kmにある、面積0.55km2の離島である。地質は紫蘇輝石安山岩からなる溶岩質であり、地形は平坦である。年間を通して北からの風が強く、港湾や集落は強風や波浪をさけて、南東岸に形成されている。気候の影響から樹木は原生しないが、防風を目的に松の保育が進められている。

## 歴史

### 海士の渡来と海士町の開町
郷土史家である森田平次（1823年 - 1908年）は『能登志徴』において『舳倉島旧記』を引用し、海士町民の祖である筑前国上座郡金ヶ崎（鐘崎）の海士は、永禄12年（1569年）、知人を訪ねて能登国羽咋郡赤住村、鳳至郡吉浦村・皆月村に渡ってきたと記している。同書によれば、漁民らは当初、春から能登で漁を営み、秋になると帰っていたが、文禄3年（1595年）より鳳至郡鵜入浦に借家するようになる。元和3年（1617年）には、海士の又兵衛が当時の加賀藩主である前田利常に拝謁し、光浦に住まって漁業を営む許可を得る。利常は寛永20年（1643年）に舳倉島・七ツ島運上の御印書を与え、さらに慶安2年（1649年）10月16日には輪島鳳至町領内に1000歩の土地を与えた。これが現在の天地である。『舳倉島旧記』は現在散逸し、『能登志徴』に要約が遺されるのみとなっているが、永禄年間に鐘崎の漁民が能登に渡来したという同書の記述が信頼に足るものかには疑問が呈されている。
また、『能登里人談』にも同様の話が記されている。同書は、永禄年間に鐘崎の海人又兵衛が男女12人漁船3艘とともに羽咋郡に漂着したのが海士町民の祖であると伝える。彼らは海岸に仮小屋を作り、ここを根拠として沿岸の島嶼で鮑を漁獲した。彼らは鳳至郡光浦に移住し、天正年間、前田利家に熨斗鮑（鮑の肉を薄くはぎ、引きのばして乾かしたもの）を献じて謁見を請い、舳倉島および七ツ島で鮑を獲る許可を得た。利家は、毎年米塩と引き換えに乾鮑および熨斗鮑を納めさせ、運上および米塩代とする特別の保護法を与えた。寛永年間、男女150人がひとつの仮屋に雑居する状況にあった漁民らが転地を申し出、それを承諾した利常が彼らに1000歩を与えたのが現在の海士町であるという。
同時代の文書記録において海士町民の出身地は「西国」と記されるのみであり、彼らの故地が鐘崎であるという確たる証拠はない。しかし、このことは言語学的証拠からある程度確実視されている。鐘崎の海士は漁場開拓のため広範な地域を渡り歩いたことが知られており、その行動域は壱岐・対馬・島根・朝鮮半島などにも及んでいる。こうした鐘崎の海士の移動は「アマアルキ」と呼ばれた。
輪島の海士に関するもっとも古い文書記録として、慶安2年の海士又兵衛による屋敷拝領願が知られている。これによれば、彼らは西国から能登に2月ごろに渡航し、年の暮れに帰る生活を送っていたが、仮屋を建て永住するようになったという。彼らは寛永20年に筑前守に屋敷拝借を申し願い、正保3年（1646年）、光浦村にある250歩ほどの土地に14軒の家を建てて移住した。この文書において又兵衛は、150～60人いる海士にとってこの土地はあまりにも手狭であり、御菓子熨斗・長熨斗の上納を命じられている現状、今のむさくるしい土地を離れ、より広い土地を拝領してきれいな所でこうしたものを作り献上したいと訴えている。
また、『上梶家文書』によれば、海士町民は寛永11年（1634年）からそれまで名舟村が負担していた島役の半分を負担している。さらに、『寛永十一年組中万事入用之帳』にはこの年から海士が負担することになった島役の半分と、海士の居住する鵜入に催促に行ったときの手間賃と思われる金額が書き上げられている。こうした記録から、鐘崎の海士が能登に渡来したのは寛永年間ごろのことであると考えられている。

### 近世の海士町
鐘崎の海士が能登に渡来する以前から、舳倉島および七ツ島では名舟村の漁民が飛魚・鮑・ワカメ・エゴ草・黒海苔を採取していた。特に舳倉島の黒海苔は有名で、加賀藩は幕府や朝廷への献上品・進物品に利用するため、寛永8年（1631年）ごろから毎年名舟村に上納を命じている。海士町の発展と、それにともなう漁獲対象の広範化は、元来この場所で漁業をしていた名舟村民との対立を招き、両地域のあいだでは漁場を巡る相論がたびたび起こった。しかし、半農半漁の生活を営んでいた名舟村民と比較し、漁業だけで生計を立てる海士町民は漁に対して技術や意気込みが高く、名舟村民は徐々に舳倉島から遠ざかるようになっていった。天明の飢饉の際、食料に窮した名舟村民が舳倉島へワカメ狩りに出かけたところ海士に暴行され、ワカメを奪われるという事件が起きたが、このことは当時すでに舳倉島に名舟村民がほとんど渡来しなくなっており、海士から不法侵入とみなされたことを示している。名舟村は寛政4年（1792年）に七ツ島の胡獱猟を独占することに成功するが、寛政8年（1796年）ごろよりワカメ漁を行う海士町民との紛争が起こる。文化6年（1809年）には両者で漁期を分けることが決められるもこれは無視され、紛争は幕末まで続いた。
鮑は保存・運搬が便利な商品であると同時に、上層社会の需要品として重要であったため、その供給地である海士町は藩の庇護のもと発展をつづけた。当初13軒だった家の数は延宝2年（1674年）には25軒、文久元年（1861年）には146軒・人口800人あまりに急増している。一般に江戸期の農村では土地の制約から人口・戸数が大きく変化することはなかったが、漁師町は漁獲の増収によって人口増加を可能にする場合がしばしばあった。とはいえ不漁の時期もあり、海士町は寛政8年（1796年）に黒島村の森岡屋から翌年の蒸鮑を担保に、5貫目を借銀している。
また、近世の海士町民には海運業に従事する者も多かった。『深見町区有文書谷内村地廻炭津出届書』によれば、嘉永6年（1853年）谷内村産の炭の運搬船60艘のうち45艘が海士町民を船主としており、大野浦・宮腰浦・小浦・小木・布浦などに運んでいる。
天保4年（1833年）の庄内沖地震による津波では130軒ある家屋のうち24軒が流失、11軒と土蔵5軒が半壊し、死者が1名出る被害があった。

### 近現代の海士町

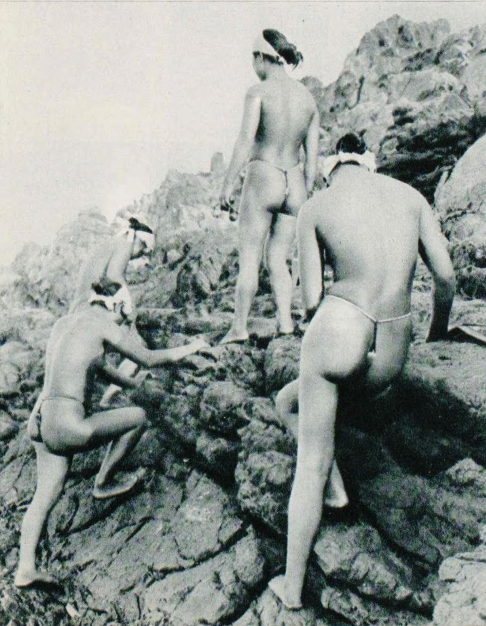
輪島の海女。昭和31年（1956年）以前の撮影。

藩の解体とそれにともなう加賀藩による保護の消滅は、藩の厚遇を後ろ盾に発展してきた海士町にとって死活問題となった。藩主による買い上げ式の保護が解消したのち、新たに現れた制度が「親方・子方制」である。これは、「親方」が元来藩の有していた役割を果たす制度である。子方は親方に対して漁獲した鮑・海藻を納め、親方は子方に対価として米・塩の供給、舳倉島渡航の際の物資運搬、現金の貸付、出稼ぎの斡旋などを行った。
明治4年（1871年）に海士町は鳳至町・輪島崎村・河井町と合併して輪島町となる。この時期、税制改正にともない、海士町と名舟村のあいだでは、舳倉島および七ツ島の所有を巡る争論が再燃した。この争論は明治13年（1880年）に金沢裁判所が裁決を下し、両島の所属は名舟村であると同時に舳倉島の所有権は海士町民、七ツ島の所有権は名舟村民にあるとする判決が下された。明治34年（1901年）には輪島町が310円で舳倉島を買収し、これをもって舳倉島は名実ともに海士町の所属となった。
また、近代には海士町からの移住者が現れた。明治の終わりごろ、潜水漁に水中眼鏡が導入されたことを契機に「鮑はやがて採りつくされるだろう」と考えた16戸ほどが北海道に渡り、その後の昭和6年（1931年）、16年（1941年）にもあわせて20戸ほどの移住があった。彼らの移住先のほとんどは松前小島であり、この方面にはその後も若干の移住者や婚出者があったという。
大正5年（1916年）にははじめての発動機付き船舶がつくられ、底引き網漁がはじまった。その後毎年15トン級の船がつくられ、海士町の産業の主軸は、従来の舳倉島を拠点とする潜水漁業から、網・釣漁業へと徐々に移り変わっていった。
海士町では元来、定められた時期に「島渡り」とよばれる一斉渡航をおこない、全住民がその間舳倉島を拠点に漁をする慣習があった。しかし、動力船による漁業の発展とともに、渡航しない者も増えはじめ、昭和27年（1952年）には全世帯のうち渡島したのは48.7％にとどまった。また、大正末期ごろからは舳倉島に定住する漁民が現れはじめた。昭和6年（1931年）に舳倉島灯台が完成し、灯台守が島に住みはじめるようになると、これに刺激され、島で冬を越す者が増えた。さらに、舳倉島は昭和32年（1957年）に離島振興対策実施地域の指定を受け、インフラの整備が進んだ。昭和37年（1962年）に能登商船による定期便が就航すると、町民による一斉渡航は行われなくなった。
海士町の人口増加は戦後も衰えず、海士町民は鳳至町など隣接する他地域に転出しはじめた。しかし、海士町外に住む海士町民も舳倉島出漁の権利を有し、冠婚葬祭をはじめとする社会行動もすべて天地の住民とともにおこなっていた。こうした住民を取りまとめるため、親方・小方制の消滅と同時期の昭和40年（1965年）に、海士町部落会（のちに自治会に改称）が発足した。
令和6年（2024年）の能登半島地震にともなう港の隆起により、町内に150世帯ほどいる漁師は操業が不可能となった。町内の漁師の多くは漁船の建造に際して借金を抱えているが、地震の影響で主要な収入が途絶えたため、この返済は困難になっている。海士町と歴史的に関係が深い鐘崎や、同じく潜水漁で知られる岩手県久慈市、同名の島根県海士町などから支援が寄せられている。

## 社会
海士町は外部から渡来した「客民」の集落としての性格を有しており、周辺の先住者からは異質な他者として認識されていた。明治20年（1887年）の戸籍によれば入婚数173のうち、輪島崎町に嫁いだひとりを除いてはすべての婚姻が天地の内部でおこなわれており、これは地域的にも身分的にも類を見ないことであった。こうした婚姻の傾向や、長男に限らず男子の数だけ世帯数を増やすというあり方は、自己の集団を維持していく手段として作用していたと考えられるが、動力船の登場による産業形態の変化と、生活圏の拡大にともない、このような内婚はしだいに減少していった。昭和27年（1952年）7月25日時点では入婚数273のうち天地外部に在住しており、海士でもない者は35人いた。
とはいえ海士町の異質性は完全に失われたわけではなく、祖田 (1996)によれば、当時の海士町においても「周辺住民との感情面でのトラブル」が顕著にみられたという。また、天地の児童は本来の学区である鳳至小学校ではなく川を挟んだ河井小学校に通っており、このことは海士町と特に輪島崎町との関係が古くから良好でないことを考慮したものであるという。

### 自治会とアタリ
| アタリ | アタリ   | 世帯数 |
| ------ | -------- | ------ |
| 大和田 | 大和田   | 24     |
| 三軒家 | 三軒家   | 31     |
| 三軒家 | 上三軒家 | 38     |
| 西村   | 西村     | 31     |
| 西村   | 上西村   | 42     |
| 出村   | 出村     | 28     |
| 出村   | 上出村   | 29     |
| 出村   | 下出村   | 21     |
| 小岩   | 小岩     | 32     |
| 小岩   | 金毘羅   | 34     |
| 本村   | 本村     | 34     |
| 本村   | 弁天     | 17     |
| 本村   | 上弁天   | 18     |
| 北村   | 大北     | 23     |
| 北村   | 中北     | 41     |
| 北村   | 上北     | 27     |
| 北村   | 恵比寿   | 23     |
| 計     | 計       | 459    |

海士町自治会が住民組織として機能している。潜水漁を主要産業とする漁村では、生産のための共同組織が生活の共同組織と一体化していることが多いが、海士町もその例外ではなかった。海士町では明治39年（1906年）に発足した海士町漁業組合が自治会的機能を有した。この組織は戦後、海士町漁業協同組合に改称され、昭和40年（1965年）に輪島市漁業協同組合に合併された。これを機に、旧海士町漁業協同組合員から構成される海士町自治会（当時は部落会）が発足した。祖田 (1996)によれば、「海士町」という言葉が具体的な領域を明示することは稀で、この言葉は海士町出身の人びと、あるいはその人びとのまとまりのことを感覚的に示すために使われる。海士町自治会もまた、市の行政単位や特定の区域に住む者の地縁的組織ではなく、どこに居住しているか、漁業に従事しているかに関係なく、海士町の姓をもつ者すべてが参加する。
海士町自治会は16のアタリから構成される。アタリは舳倉島の地割をもととする組割であり、海士町の全世帯が舳倉島に居住することを想定した仮想上の地縁組織としての性質を有している。一般に、海士町における「近所付き合い」は地理と無関係に、アタリ単位でおこなわれる。
アタリはジカタの居住とは無関係であり、海士町民は天地や隣町である鳳至町、輪島崎町などに散り散りとなって居住している。それにもかかわらず、舳倉島における組割はジカタにおいても機能している。次男以下が分家した場合、その世帯は自治会中のいずれかの組に加入することが求められる。新規加入の場合、どの組に入るかは自由であるが、加入の際は組員全員の賛成を必要とする。各アタリから氏神である奥津比咩神社の氏子総代、氏寺である法蔵寺の檀家総代などが選ばれる。アタリの代表は祭りや漁業などの権利・調整などを話し合いで決定し、各代表は決定事項を各自の組合員に伝える。自治会の下位組織としては潜水漁に関する決定や議論をおこなう磯入組合がある。この組合は漁期や操業時間の決定、潜水漁の権利を認める磯入り鑑札の発行を担っているほか、鮑の資源保護のため禁漁区の設定や、鮑の生育を妨げるホンダワラの駆除などもおこなっている。

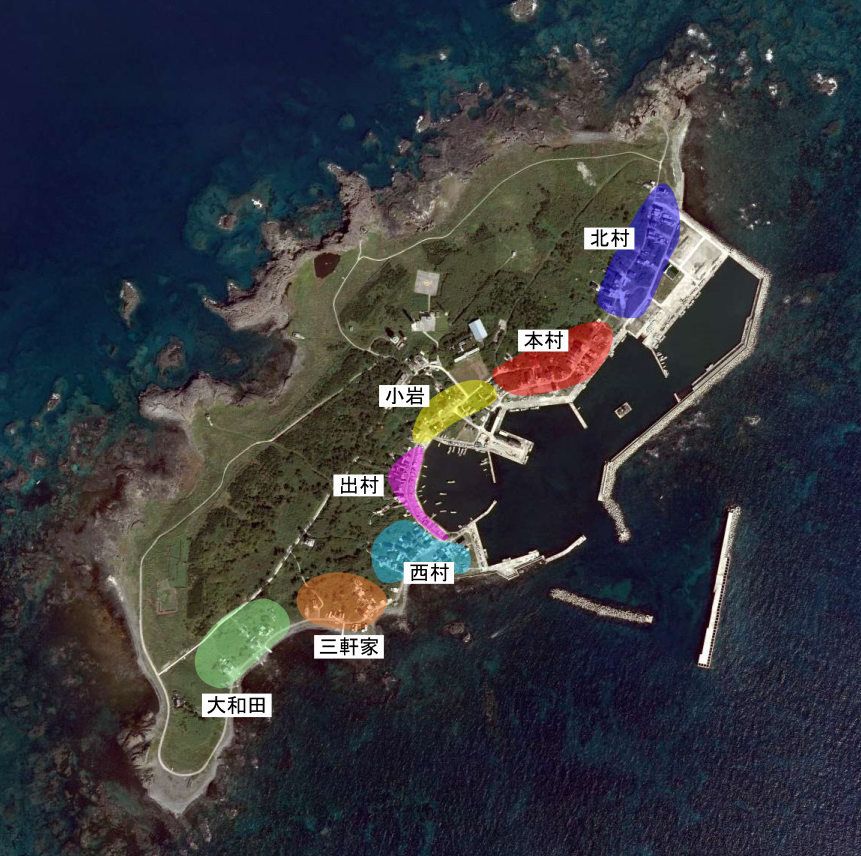
舳倉島の地割。

自治会の会費は「ムラ割」と称して各戸から徴収されるが、この配分は各家庭の所得と資産状況を考慮して、1級から8級までの等級が設定されていた。1級は先祖が寺社に貢献した旧家、2級は底引き網許可書を保有する家、3級は刺し網を所有し、多くの労働力を有する家、4～5級は潜水漁をおこなう家、6級は若夫婦による分家、7級は若夫婦のうちやや所得の低い家、8級は独居する老人、出稼ぎ世帯、生活保護世帯などであり、これには親方の発言力を自治会においても維持させる狙いがあった。平成5年（1993年）には町民のアンケートをもとに、会費は各世帯均等割りになったほか、会長も等級に関係なく人格本位で選出されることとなった。また、自治会は寺・宮の維持には原則として関与しないことが決定した。
平成9年（1997年）には、移転した漁協の作業場跡地に海士町自治会館が完成した。各種行事や冠婚葬祭などに用いることのできる多目的施設であり、館内では縮尺10分の1の千石積渡海船や、漁具や民具といった資料を展示ケースに納め、公開している。また、自治会事務所はこの施設に隣接している。

### 教育
市立小・中学校に通う場合、学区は以下の通りとなる。
| 大字             | 小学校                       | 中学校               |
| ---------------- | ---------------------------- | -------------------- |
| 海士町           | 輪島市立鳳至小学校           | 輪島市立輪島中学校   |
| 海士町所属舳倉島 | 輪島市立鳳至小学校舳倉島分校 | 輪島中学校舳倉島分校 |

しかし、祖田 (1996)によれば、天地の児童は本来の学区である鳳至小学校ではなく川を挟んだ河井小学校に通っており、これは、海士町と特に輪島崎町との関係が古くから良好でないことを考慮してのことであるという。

## 産業

### 島渡りと灘回り

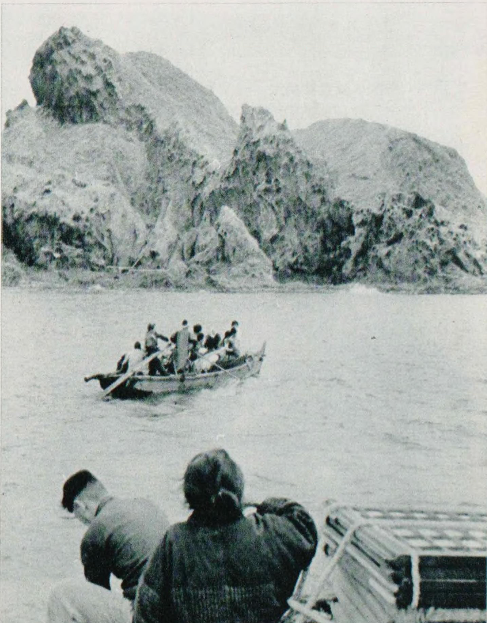
舳倉島へ向かう船。昭和31年（1956年）以前の撮影。

海士町では定められた時期に漁民が舳倉島へ一斉渡航し、秋ごろまで島で漁業を行う「島渡り」とよばれる慣習があった。島渡りは動力船が普及していない時代において、渡島の危険を軽減させた。さらに、島渡りによらない無断の渡島を禁止することによりぬけがけ的行為を防止し、町民の共有財産である舳倉島の水産資源を保護する意味もあった。島渡りの日程は年により異なった。天保期の記録では八十八夜となっているほか、戦前期には6月10日前後になることが多かった。昭和30年（1955年）ごろには輪島の産業祭りをすませた6月5日ごろに渡島していた。島渡りがおこなわれていた大正6年（1917年）および昭和6年（1931年）の舳倉島の生産額をみると、その7～8割が海藻および貝類によるものであることがわかり、当時の海士町の漁業が潜水漁に依存していたことがわかる。
潜水漁に従事する漁民は冬期に黒海苔、4～5月にカジメやワカメを採取し、島渡りののちは6月から9～10月ごろまで鮑の採取をおこなった。海に潜るのは女性（海女）であり、男は船上で海女の潜水を手伝った。一方、潜水漁に従事せず、イワシ刺し網、モダツ網、アゴ刺し網等に従事する漁民もあった。しかし、魚介の保存技術が進んでいなかった当時はこうした魚を鮮魚として売ることはできず、干魚として出荷するほかなかったため魚価は安く、海士にくらべて経済的地位は低かった。
海士町民は全員が浄土宗の信徒であり、10月15日の十夜法要までにはジカタに戻った。冬の薪取りをおこなったのち、海士町民は10月下旬ごろから年末まで灘回りとよばれる行商を営んだ。灘回りがいつからの慣習かは不明であるが、少なくとも明治時代には盛んであり、戦前には全世帯がおこなっていたという。海士町民は夏季に漁獲した水産物や、秋に海産物商から購入したワカメ・カジメ・魚の干物などを船に乗せ、七尾・曽々木・飯田・宇出津といった能登半島一円の農家を訪れて米穀類と交換した。船による灘回りは終戦前後にはおこなわれなくなったが、汽車や自動車をもちいた行商は、すくなくとも昭和54年（1979年）ごろまではおこなわれていた。

### 動力船の普及と漁業形態の変容

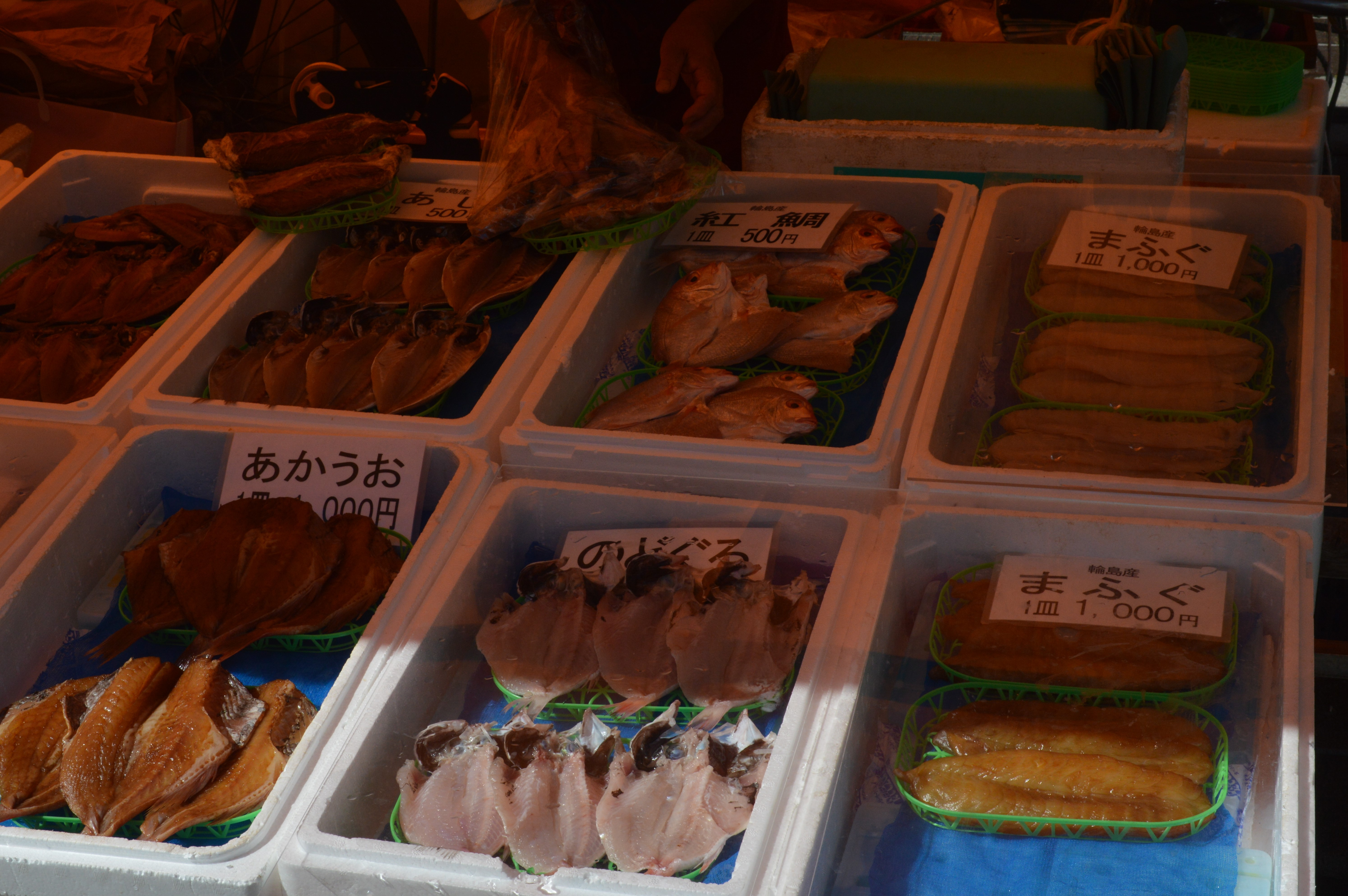
輪島朝市の水産加工品店。令和4年（2022年）撮影。

動力船が普及し、漁船の性能も向上したこと、昭和37年（1962年）に能登商船による定期便が就航し、島とジカタの往来が容易になったことなどが影響し、昭和40年（1965年）ごろには島渡りはおこなわれなくなった。動力船の普及により、海士町の漁業形態は海女の潜水漁に依存するものから、男性中心の網・釣魚業へと転換していった。昭和50年（1975年）には海士町の漁家のうち、水揚額が700万円以上になる世帯は23.3%をしめたが、そのうちの44.4％が底引き網漁を営んでいた。また、1000万円以上になる12の漁家のうち、10が底引き網漁家であった。また、動力船が導入されて以降は海士町民による遠方への出稼ぎ労働も頻繁に行われるようになった。出稼ぎに行くのは主に女性（海女）であり、鮑・昆布・天草・エゴノリの採集が主な仕事であった。また、男の出稼ぎとして北海道方面へのイカ釣りや、刺し網・流し網漁も行われた。1960年代、輪島朝市が観光対象として注目をあつめるようになると、ブームに乗じる形で海士町民が朝市に進出しはじめた。初期の朝市への出店は、灘回りのためにつくるイワシの糠漬けを余分につくり、それを出すというかたちでおこなわれた。祖田 (1996)によれば、朝市組合が創設された昭和35年（1960年） 以来、出店増加率がもっとも高いのは、おもに海士町民が担当する水産加工品店であるという。
平成8年（1996年）時点で、海士町民にしめる漁業従事者は全体の6割であり、漁獲高のうち2割が潜水漁によるものであった。海士町の海士は、舳倉島に渡航して潜水漁をおこなうグループと、ジカタに残って輪島近海で潜水漁をおこなうグループにわかれる。平成21年（2009年）の資料によれば、磯入り鑑札を取得して海士として登録された179人のうち、輪島にとどまって漁を行ったのは123人、舳倉島に移動して漁を行ったのは56人であり、後者の約4割が70歳以上であった。輪島崎町とともに輪島港に面するが、特に海士町側については港に漁船がおさまりきらず、漁船の後ろに別の漁船を係留することが常態化している。

## 文化

### 信仰

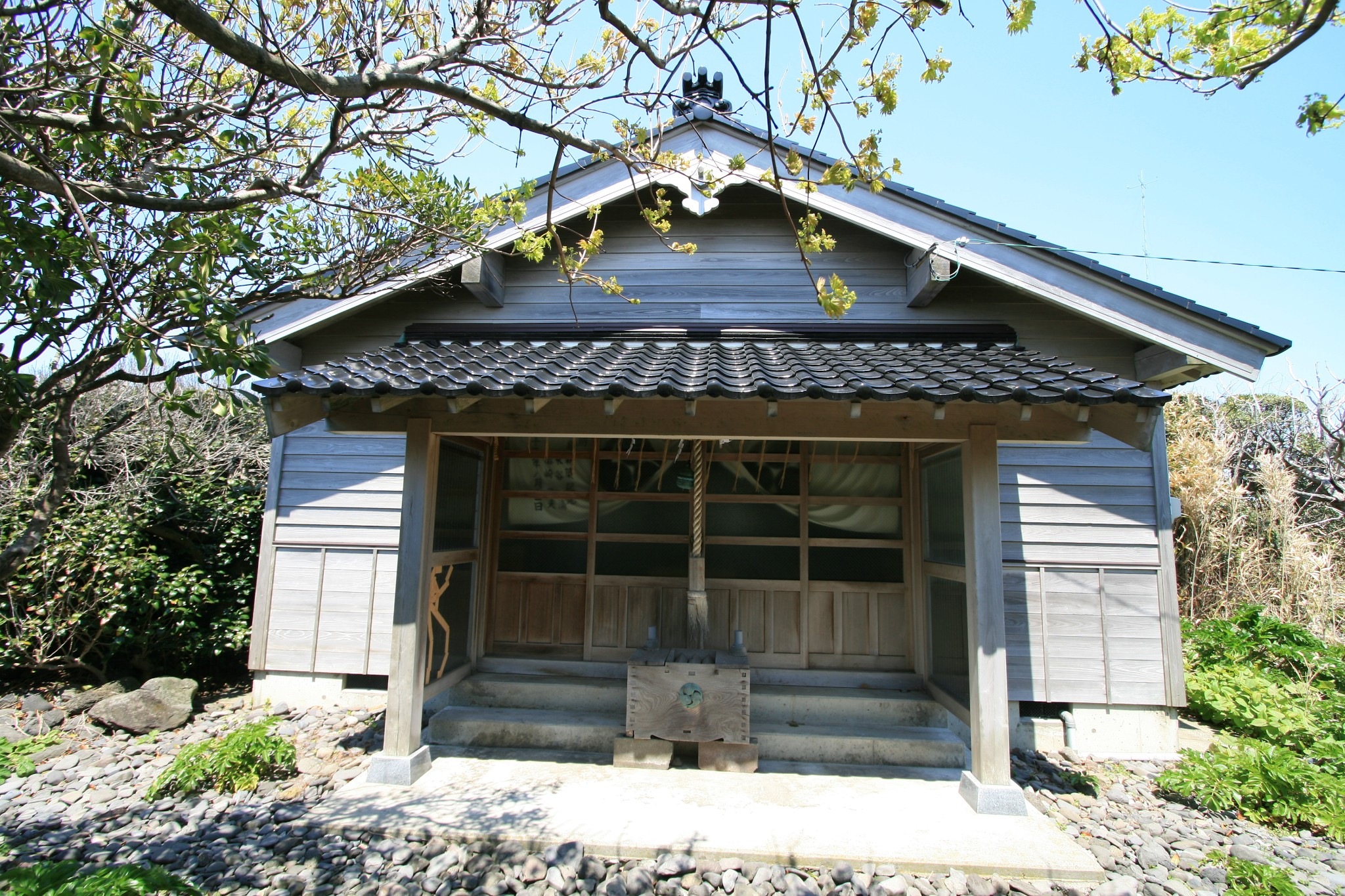
奥津比咩神社。平成25年（2013年）撮影。

氏神は舳倉島の奥津比咩神社（おくつひめじんじゃ）、菩提寺は鳳至町の宝蔵寺である。
奥津比咩神社は延喜式神名帳に同名であらわれる古社であるが、鐘崎からの渡来者である海士町民は同社を故地の宗像大社にみたて、産土神として信仰したという。昭和50年（1975年）にはジカタの鳳来山に分社が新築された。宝蔵寺は海士の草分けといわれる13人衆が共同で建立したと伝えられており、過去帳の記録は元禄元年（1688年）にはじまる。

### 海士町方言
海士町は「言語の島」として知られており、能登の他地域の方言とは明確に区別できる。大正12年（1923年）の『石川県鳳至郡誌』には「海士の言語は付近の各部落と異にして、はなはだ解し易からず。その語調もまた特殊のものたり」との記述があるほか、新田 (2017)によれば、輪島市街の住民は喋り方を聞くだけで相手が海士町の住民かどうか、ただちに判別できるという。
海士町方言は福岡県方言との関連が指摘されている。たとえば、語彙の面では海士町方言の「モーゴ（つらら）」が、福岡県・大分県に分布する「モーガンコ」「モーガ」と類似しているうえ、両地域の中間地点でこのような語形がみられないこと、九州全域および中国地方の方言に見られる特徴であるアスペクト形式「ヨル」「トル」の区別が能登では唯一海士町方言のみにみられること、海士町方言以外では福岡県の一部でのみみられる「存在の場所」を意味する助詞「イ」が確認できること（例：ここイある〈ここにある〉）などがそうである。